# Garson Kanin

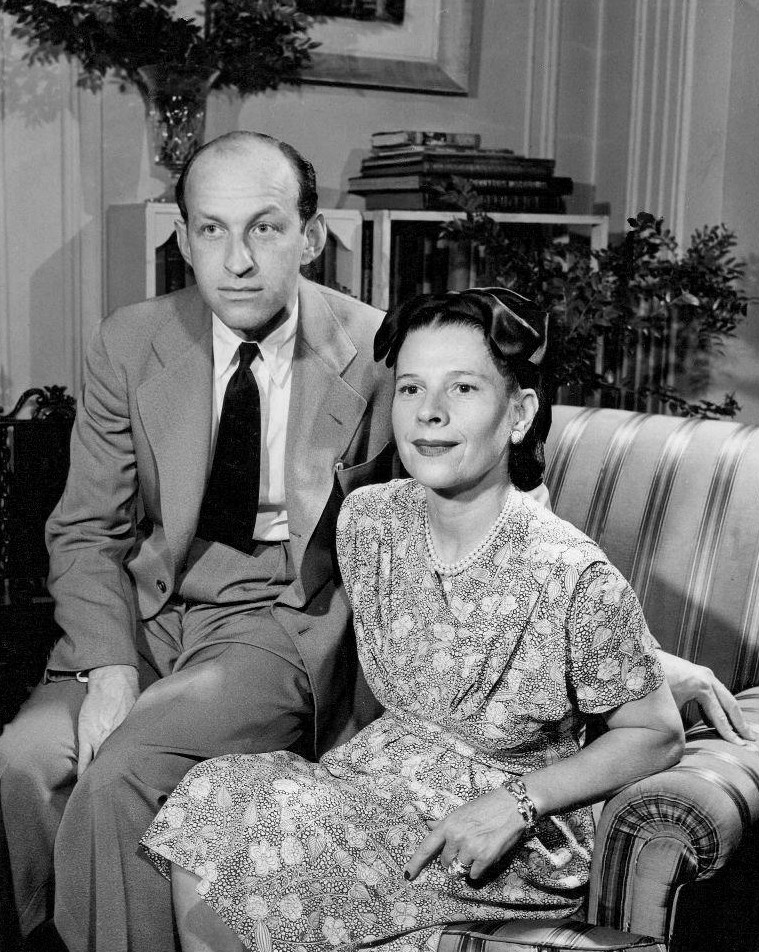
Garson Kanin şi Ruth Gordon în 1946

Garson Kanin (n. 24 noiembrie 1912, Rochester, New York, SUA – d. 13 martie 1999, New York City, New York, SUA) a fost un regizor și scenarist american.

## Lucrări publicate (selecție)
- Remembering Mr. Maugham; cu o introducere de Noël Coward, 1966
- Hollywood..Stars and Starlets, Tycoons, Moviemakers, Frauds, Hopefuls, Great Lovers; New York, Viking Press, 1967
- Tracy and Hepburn - an intimate memoir, Viking Press, New York, 1971

Romane
- Blow Up a Storm
- Do Re Mi
- Moviola
- Smash
- The Rat Race
- Where It's At

Piese de teatru
- Born Yesterday
- The Smile of the World
- The Rat Race
- The Live Wire
- Come on Strong

Musicaluri
- Fledermaus
- Do Re Mi

## Filmografie (selecție)
- A Man to Remember (1938) - regizor
- Next Time I Marry (1938) - regizor
- The Great Man Votes (1939) - regizor
- Bachelor Mother (1939) - regizor
- They Knew What They Wanted (1940) - regizor
- My Favorite Wife (1940) - regizor
- Tom, Dick and Harry (1941) - regizor
- The More the Merrier (1942) - scenarist
- The True Glory (1945) - regizor
- From This Day Forward (1946) - scenarist
- A Double Life (1947) - scenarist
- Adam's Rib (1949) - scenarist
- Pat and Mike (1952) - scenarist
- The Marrying Kind (1952) - scenarist
- It Should Happen to You (1954) - scenarist
- The Girl Can't Help It (1956) - poveste originală
- High Time (1960) - poveste originală
- The Rat Race (1960) - scenarist
- Some Kind of a Nut (1968) - scenarist, regizor